# Astragalus uliginosus
Astragalus uliginosus är en ärtväxtart som beskrevs av Carl von Linné. Astragalus uliginosus ingår i släktet vedlar, och familjen ärtväxter. Inga underarter finns listade i Catalogue of Life.